# تو را دوست دارم (ترانه)
تو را دوست دارم (اسپانیایی: Me Gustas Tú‎) دومین تک‌آهنگ از آلبوم ایستگاه بعدی: امید اثرِ خوانندهٔ اسپانیایی‌تبار فرانسه مانو چائو است که در سال ۲۰۰۱ منتشر شد. این ترانه یکی از از مشهورترین ترانه‌های مانو چائو در سرتاسر جهان شد. اشعار متن آن بسیار ساده اما گیراست و بیشتر به زبان اسپانیایی است، بجز بخش‌های ترجیع‌بند آن که فرانسوی است.

## جداول موسیقی و گواهینامه‌ها
| جدول (۲۰۰۱)                           | بالاترین رتبه |
| ------------------------------------- | ------------- |
| استرالیا (ای‌آرآی‌ای)                   | ۲۹            |
| بلژیک (اولتراتاپ ۵۰ فلاندرز)          | ۱۱            |
| بلژیک (اولتراتاپ ۵۰ والونی)           | ۸             |
| فرانسه (اس‌ان‌ئی‌پی)                     | ۲             |
| ایتالیا (فیمی)                        | ۱             |
| پرتغال (AFP)                          | ۳             |
| رومانی (۱۰۰ ترانهٔ برتر رومانی)        | ۲             |
| اسپانیا (پروموزیک)                    | ۱             |
| سوئد (فهرست برترین‌های سوئد)           | ۵۱            |
| سوئیس (شوایزر هیت‌پاراد)               | ۱۱            |
| ایالات متحده بیلبورد ایرپلی پاپ لاتین | ۲۷            |

| جدول (۲۰۰۱)                    | رتبه |
| ------------------------------ | ---- |
| بلژیک (اولتراتاپ ۵۰ فلاندرز)   | ۶۶   |
| بلژیک (اولتراتاپ ۵۰ والونیا)   | ۴۷   |
| فرانسه (SNEP)                  | ۲۲   |
| رومانی (۱۰۰ ترانهٔ برتر رومانی) | ۴۴   |
| سوئیس (جدول موسیقی سوئیس)      | ۴۱   |

## گواهی‌نامه‌ها
| منطقه                                                                      | گواهی | واحد گواهی‌شده/فروش |
| -------------------------------------------------------------------------- | ----- | ------------------ |
| بلژیک (بی‌ئی‌ای)                                                             | طلا   | ۲۵٬۰۰۰*            |
| ایتالیا (اف‌آی‌ام‌آی)                                                         | طلا   | ۲۵٬۰۰۰             |
| * رقم فروش تنها بر پایهٔ گواهی‌ها. · رقم فروش+پخش جاری تنها بر پایهٔ گواهی‌ها. |       |                    |